# Per Källberg
Per August Källberg (ur. 14 marca 1947 w Sztokholmie, zm. 17 lutego 2014) – szwedzki operator filmowy. Podczas 27. ceremonii rozdania Złotych Żuków otrzymał nagrodę za najlepsze zdjęcia za film Agnes Cecilia – en sällsam historia. Na przestrzeni lat 1973–2011 pracował nad ponad 45 produkcjami filmowymi i telewizyjnymi.

## Wybrana filmografia
- Człowiek na dachu (Mannen på taket, 1976)
- Ett anständigt liv (1979)
- Agnes Cecilia – en sällsam historia (1991)
- Min store tjocke far (1992)
- Sökarna – Återkomsten (2006)